# LNWR-Klasse Dreadnought
Die Dreadnought-Klasse war eine Baureihe von 40 Dreizylinder-Verbundlokomotiven, die von Francis William Webb für die London and North Western Railway (LNWR) entworfen und zwischen 1884 und 1888 in den bahneigenen Werkstätten in Crewe hergestellt wurden. 1888 wurde Beyer, Peacock & Company mit dem Bau einer zusätzlichen Lokomotive dieser Bauart für die Pennsylvania Railroad (PRR) beauftragt.

## Geschichte

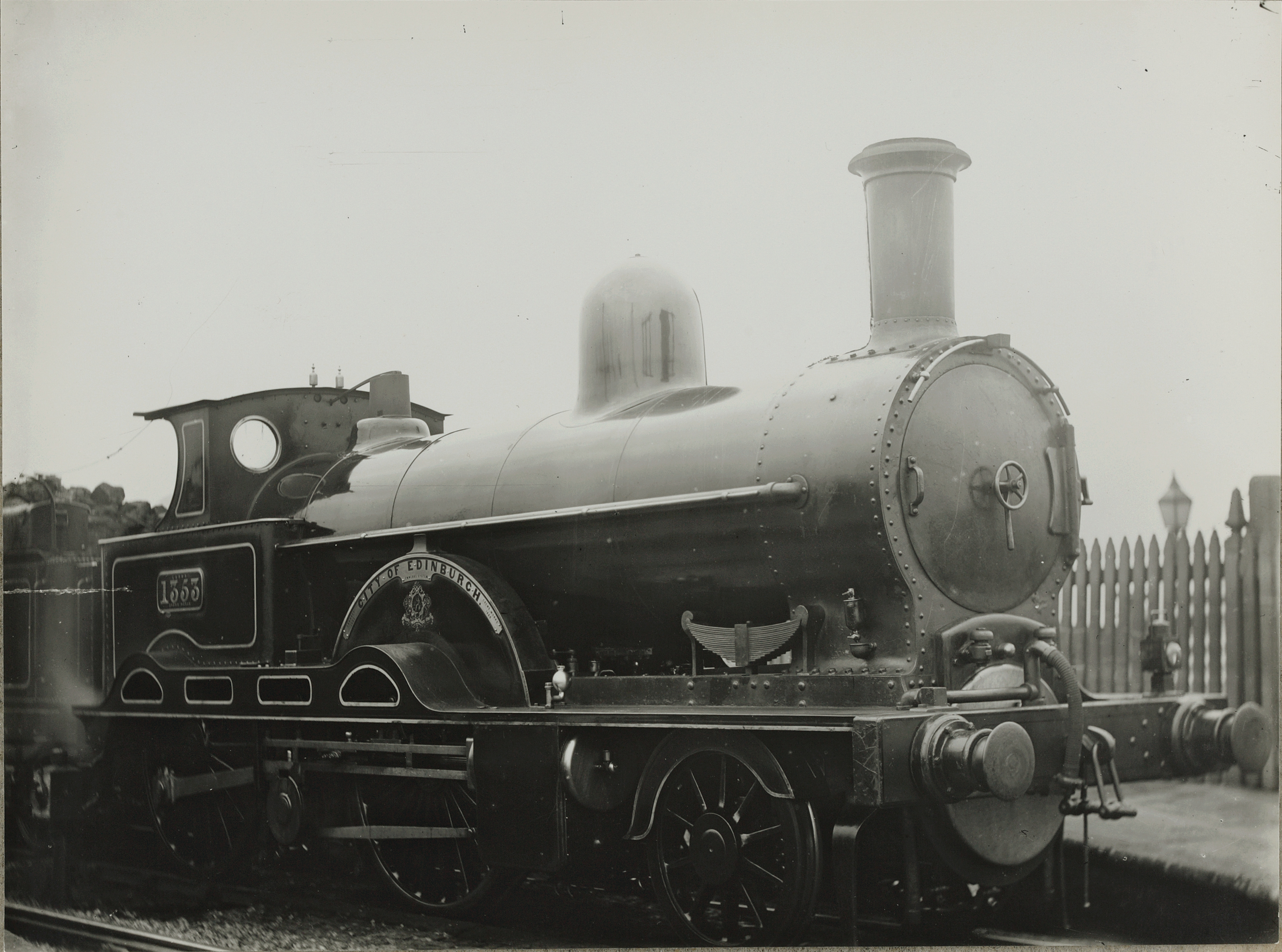
Nummer 1353 City of Edinburgh

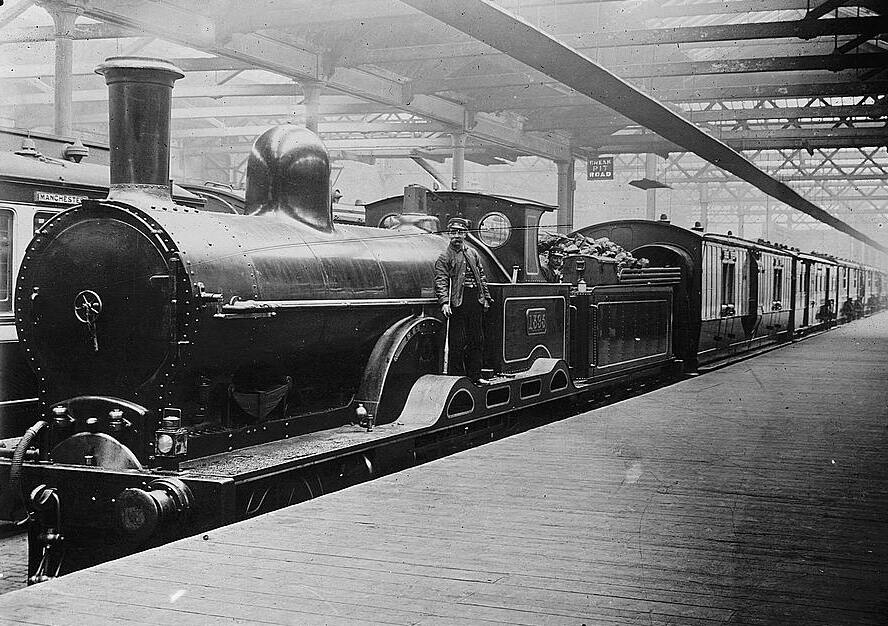
Lokführer mit Brechstange beim Einrichten der Steuerung

Die von Francis William Webb, dem damaligen Chief Mechanical Engineer der LNWR, entworfene Dreadnought-Klasse war im Grunde eine vergrößerte Variante der ab 1882 gebauten Experiment-Klasse. Der Kessel war größer und die Ventilsteuerung wurde modifiziert. Neu war zudem eine runde Rauchkammertür.
Die Lokomotiven waren als Dreizylinder-Verbundmaschinen mit zwei ungekuppelten Treibradsätzen ausgeführt und besaßen die seltene Radsatzanordnung 2-2-2-0 (1AA). Die beiden außenliegenden Hochdruckzylinder wirkten dabei auf den hinteren und der innenliegende Niederdruckzylinder auf den vorderen Treibradsatz. Der Verzicht auf die Verwendung von Kuppelstangen verursachte eine erhöhte Schleuderneigung, welche in Kombination mit den voneinander unabhängigen Steuerungen zu Anfahrschwierigkeiten führte. Problematisch war vor allem, dass die Steuerung des Niederdruckzylinders über den vorderen Treibradsatz betätigt wurde. Wenn die Lokomotive nun rückwärts an eine Zuggarnitur gefahren war und angekuppelt hatte, stand die Steuerung des Niederdruckzylinders auf Rückwärtsfahrt. Zum Umsteuern auf Vorwärtsfahrt konnte nur die Steuerung der Hochdruckzylinder vom Führerstand aus umgestellt werden. Beim Öffnen des Reglers erhielten zunächst die Hochdruckzylinder Dampf. Kam der hintere Treibradsatz daraufhin ins Schleudern, stieg der am Niederdruckzylinder anstehende Dampfdruck und dieser begann aufgrund seiner rückwärts ausgelegten Steuerung gegen die Hochdruckzylinder zu arbeiten, wodurch ein Anfahren nicht möglich war. In diesem Falle musste der Lokführer mit einer Brechstange eingreifen, um die Steuerung des Niederdruckzylinders in die richtige Stellung zu bringen.
Trotz der Probleme mit der Experiment- und der Dreadnought-Klasse konstruierte Webb 1889 mit der Teutonic-Klasse nochmals eine verbesserte Ausführung. Nachdem George Whale 1903 Webb als Chefingenieur ablöste, wurden die Lokomotiven bis 1905 alle ausrangiert und verschrottet.

### Nummerierung
| Nummer | Name                    | Werksnummer | Baujahr | Verschrottet | Anmerkungen                   |
| ------ | ----------------------- | ----------- | ------- | ------------ | ----------------------------- |
| 503    | Dreadnought             | 2795        | 1884    | 1904         |                               |
| 508    | Titan                   | 2796        | 1884    | 1904         |                               |
| 504    | Thunderer               | 2797        | 1885    | 1904         |                               |
| 507    | Marchioness of Stafford | 2798        | 1885    | 1905         |                               |
| 509    | Ajax                    | 2799        | 1885    | 1904         |                               |
| 510    | Leviathan               | 2800        | 1885    | 1904         |                               |
| 511    | Achilles                | 2801        | 1885    | 1904         |                               |
| 513    | Mammoth                 | 2802        | 1885    | 1904         |                               |
| 515    | Niagara                 | 2803        | 1885    | 1904         |                               |
| 685    | Himalaya                | 2804        | 1885    | 1904         |                               |
| 2055   | Dunrobin                | 2886        | 1885    | 1905         |                               |
| 2056   | Argus                   | 2887        | 1885    | 1904         |                               |
| 2057   | Euphrates               | 2888        | 1885    | 1904         |                               |
| 2058   | Medusa                  | 2889        | 1885    | 1905         |                               |
| 2059   | Greyhound               | 2890        | 1885    | 1905         |                               |
| 2060   | Vandal                  | 2891        | 1885    | 1904         |                               |
| 2061   | Harpy                   | 2892        | 1885    | 1905         |                               |
| 2062   | Herald                  | 2893        | 1885    | 1905         |                               |
| 2063   | Huskisson               | 2894        | 1885    | 1904         |                               |
| 2064   | Autocrat                | 2895        | 1885    | 1905         |                               |
| 173    | City of Manchester      | 2896        | 1886    | 1904         |                               |
| 2      | City of Carlisle        | 2897        | 1886    | 1904         |                               |
| 1539   | City of Chester         | 2898        | 1886    | 1904         | Ende 1886 zu 437 umnummeriert |
| 410    | City of Liverpool       | 2899        | 1886    | 1904         |                               |
| 1353   | City of Edinburgh       | 2900        | 1886    | 1904         |                               |
| 1370   | City of Glasgow         | 2901        | 1886    | 1904         |                               |
| 1395   | Archimedes              | 2902        | 1886    | 1904         |                               |
| 1379   | Stork                   | 2903        | 1886    | 1905         |                               |
| 545    | Tamerlane               | 2904        | 1886    | 1903         |                               |
| 659    | Rowland Hill            | 2905        | 1886    | 1904         |                               |
| 637    | City of New York        | 3012        | 1888    | 1904         |                               |
| 638    | City of Paris           | 3013        | 1888    | 1904         |                               |
| 639    | City of London          | 3014        | 1888    | 1904         |                               |
| 640    | City of Dublin          | 3015        | 1888    | 1904         |                               |
| 641    | City of Lichfield       | 3016        | 1888    | 1904         |                               |
| 643    | Raven                   | 3017        | 1888    | 1904         |                               |
| 644    | Vesuvius                | 3018        | 1888    | 1904         |                               |
| 645    | Alchymist               | 3019        | 1888    | 1905         |                               |
| 647    | Botschafter             | 3020        | 1888    | 1904         |                               |
| 648    | Swiftsure               | 3021        | 1888    | 1904         |                               |

### Namensherkunft
Der Name Dreadnought (gebildet aus dread nought, wörtlich „Fürchtenichts“) wurde früher auch oft für Schiffe verwendet. Aber auch für andere Lokomotiven wie die 1908 gebaute L&YR-Klasse 8.

## Pennsylvania Railroad Nr. 1320

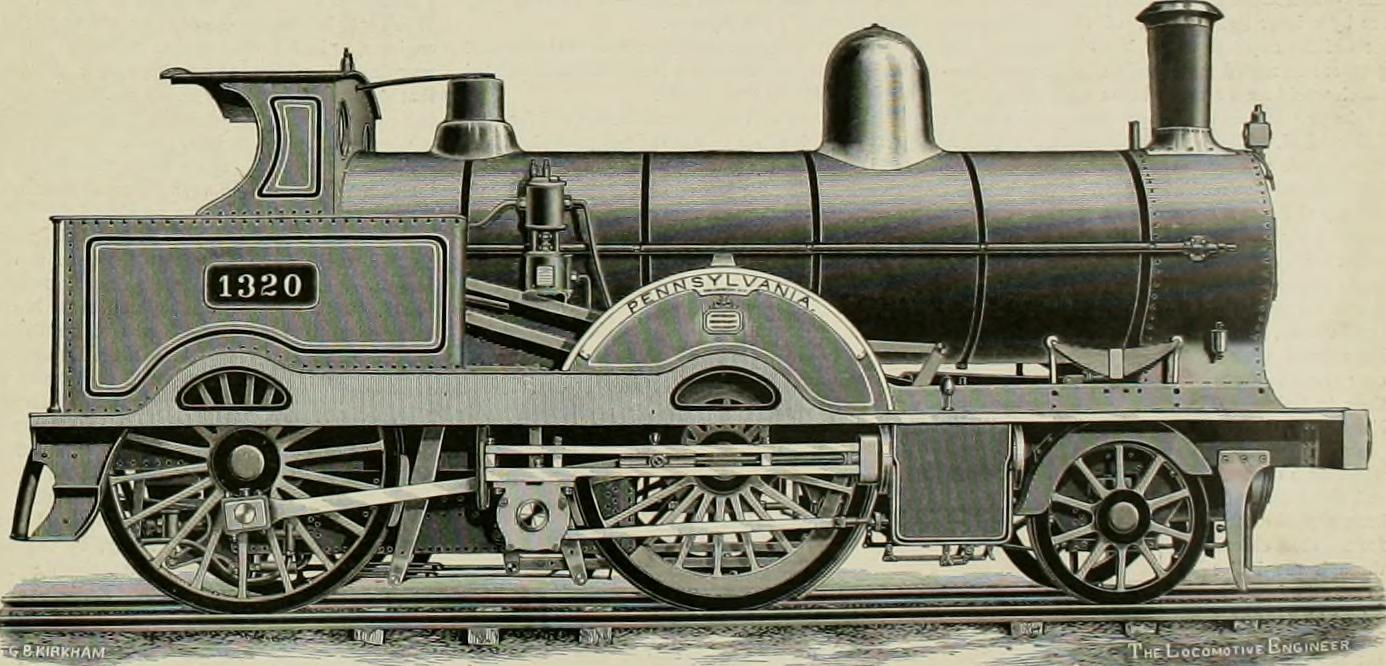
Nr. 1320 im Auslieferungszustand

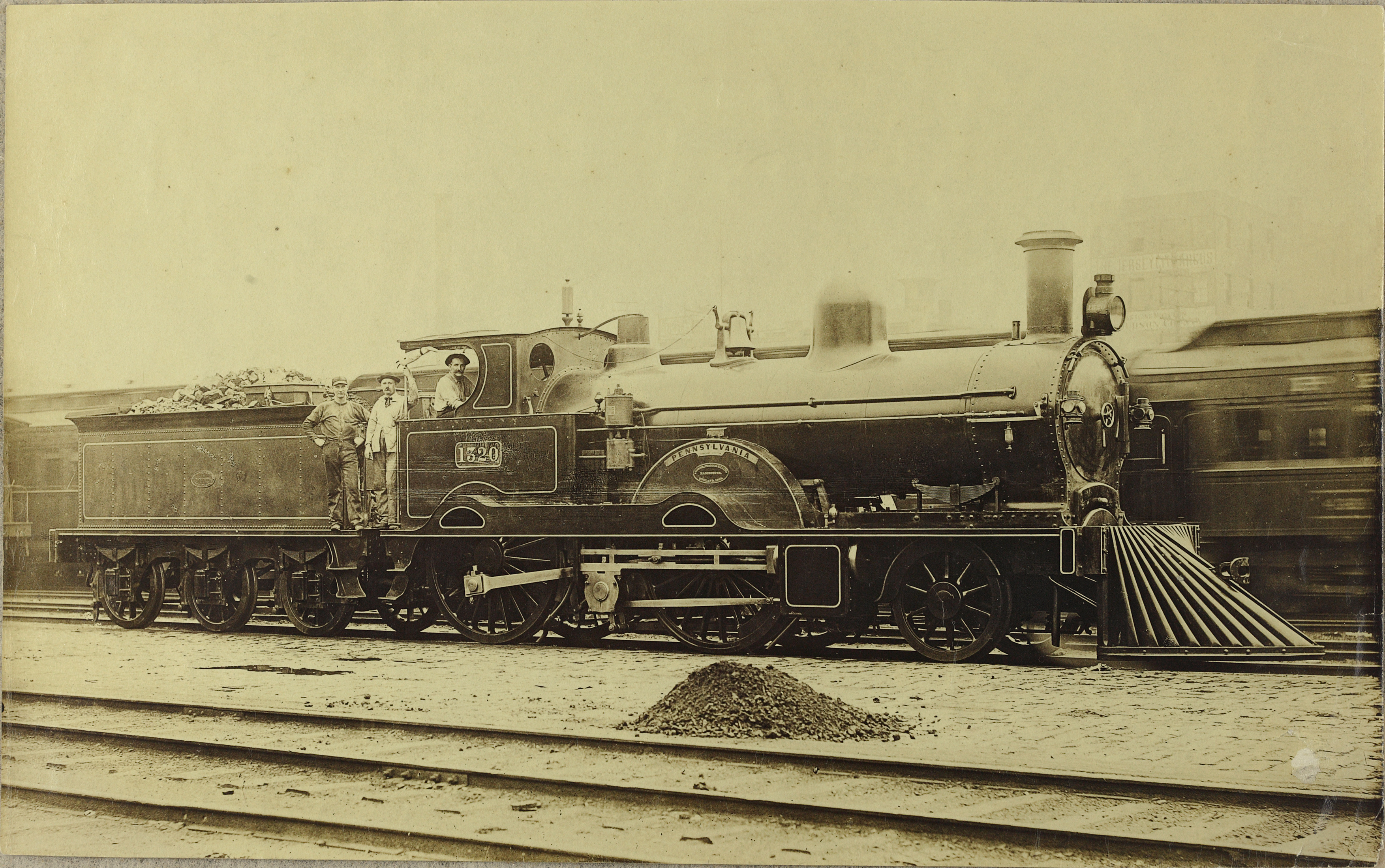
Nach dem Umbau im Einsatz

Die Pennsylvania Railroad (PRR) war eine der wenigen US-amerikanischen Eisenbahngesellschaften, die sich gelegentlich auch Anregungen von europäischen Lokomotivbauern holte, um für ihren eigenen Lokomotivbau daraus zu lernen. Man entschied sich dazu, ein Exemplar der Dreadnought-Klasse zu kaufen. Da die Werkstätten der LNWR in Crewe zu dieser Zeit keine Erlaubnis hatten, neu gebaute Lokomotiven an andere Gesellschaften zu verkaufen, wurde diese Lokomotive mit der Nummer 1320 und dem Namen Pennsylvania vollkommen baugleich (nur ohne seitliche Puffer) bei Beyer, Peacock & Company hergestellt und im Frühjahr 1889 in die USA verschifft.
In den Werkstätten der PRR wurden dann die britischen Schienenräumer entfernt und der für die USA typische Kuhfänger angebaut. Zusätzlich bekam die Maschine einen überdachten Führerstand und die sehr kleine britische Lokomotivlampe wurde durch eine größere ersetzt.
Die Lokomotive, die bei den Mitarbeitern der PRR den Spitznamen Jack the Ripper hatte, war bei den amerikanischen Lokführern wegen ihrer Eigenheiten nicht sehr beliebt und genau so wenig erfolgreich wie die Maschinen in der Heimat, sodass sie bereits 1897 verschrottet wurde. Letztendlich führten die Erfahrungen mit der Lokomotive auch dazu, dass die PRR keine weiteren britischen Dampflokomotiven mehr anschaffte.
Zwischen 1904 und 1912 experimentierte die PRR mit einer Verbunddampflokomotive der Bauart de Glehn aus französischer Produktion, mit der sie allerdings genauso wenig zufrieden war.